# Мечеть Бадоюн
Мечеть Бадоюн — историко-архитектурный памятник в Лагиче, Азербайджан. Решением Кабинета Министров Азербайджанской Республики от 2 августа 2001 года № 132 памятник был включен в список недвижимых памятников истории и культуры местного значения.

## История
Мечеть была построена в 1791 году. На нем восемь надписей – семь на арабском, а одна на азербайджанском - арабской графикой. После религиозных хадисов на двух надписях указаны 1295 и 1323 годы по исламскому календарю (1878 и 1905).
Во времена СССР мечеть использовалась как ковровая мастерская. С 1990 года деятельность мечети восстановлена.
В 2019 году в мечети Бадоюн в рамках Лагичской археологической экспедиции Института археологии и этнографии НАН Азербайджана начаты исследовательские работы.

## Реставрация
В 1990-1997 годах мечеть несколько раз ремонтировалась усилиями местного населения.
В 2019 году во время посещения поселка Лагич Исмаиллинского района первый вице-президент Азербайджана Мехрибан Алиева съездила в мечеть, ознакомилась с ситуацией и распорядилась провести капитальный ремонт.
После этого, согласно меморандуму, подписанному между Государственным агентством по туризму и Институтом археологии и этнографии НАН Азербайджана, было принято решение перед реставрационными работами в историческои памятнике провести археологические исследования.
При поддержке Фонда Гейдара Алиева были проведены ремонтно-восстановительные работы и в результате реставрации мечеть была восстановлена в первоначальном виде.
После исследовательских и реставрационных работ в ноябре 2021 года Президент Азербайджанской Республики Ильхам Алиев и первый вице-президент Азербайджанской Республики Мехрибан Алиева приняли участие в церемонии повторного открытия Бадоюнской мечети.

## Галерея

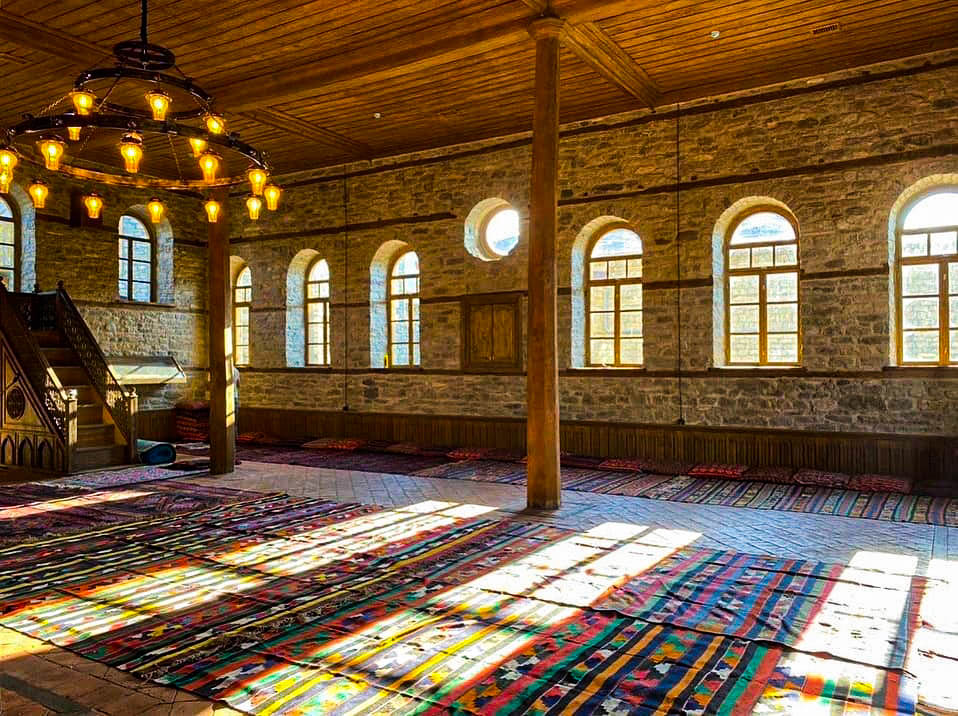
Минбар мечети
Помещение для молитв
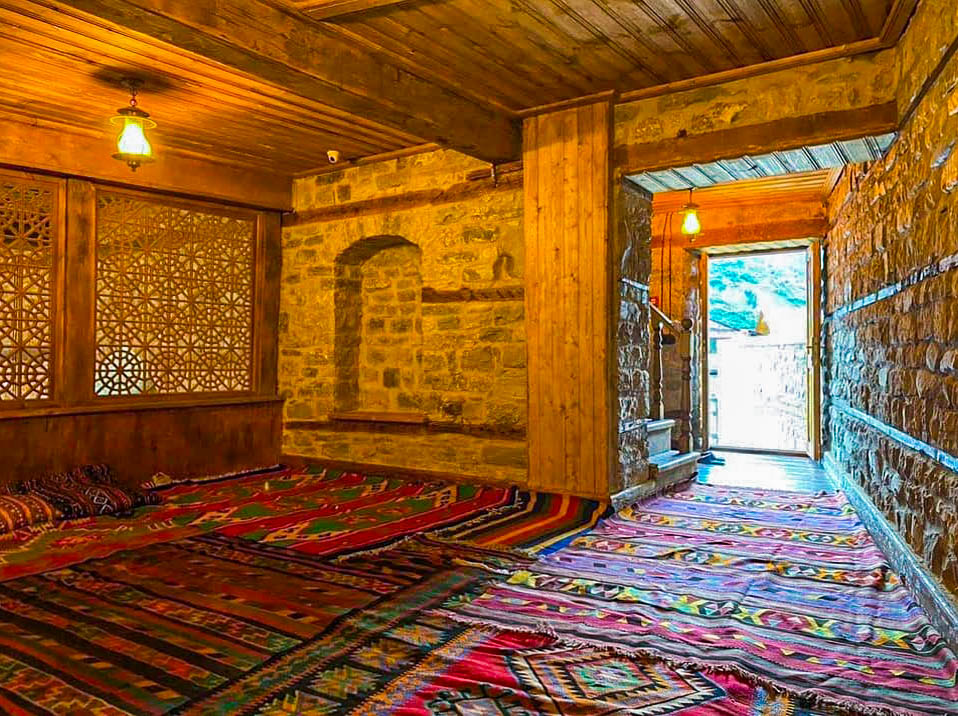
Женская комната на втором этаже
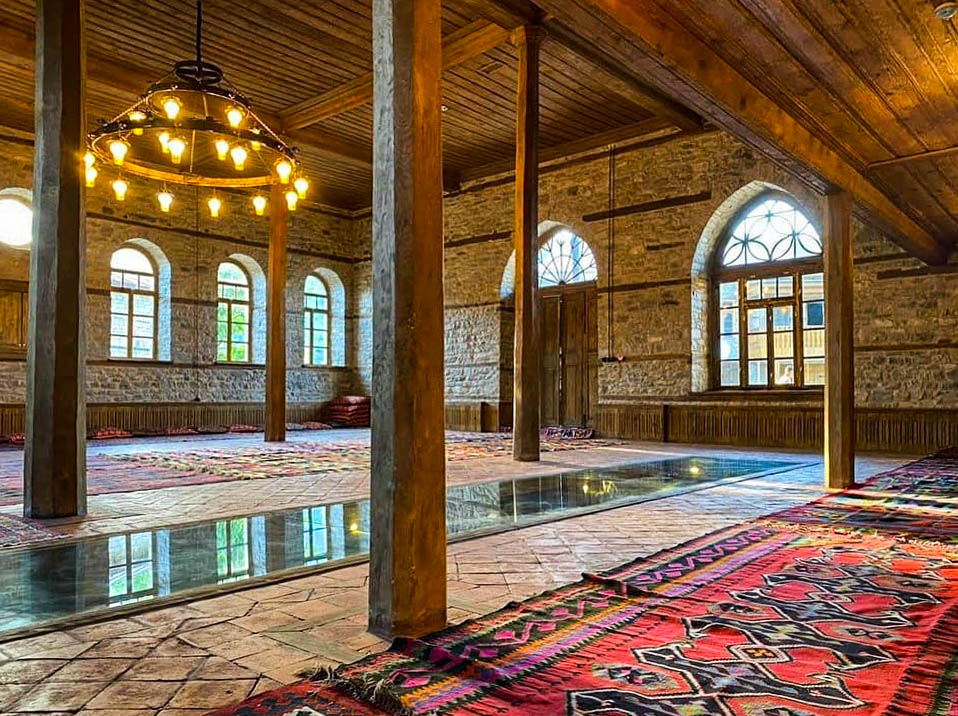
Стеклянные панели на полу мечети с изображением места археологических раскопок.